# 坂口秀哉
坂口 秀哉（さかぐち ひでや）は、日本の研究者、医学者（神経内科医）。

## 経歴
熊本県に生まれる。熊本県立玉名高等学校、熊本大学医学部、京都大学大学院医学研究科修了。
2008年より熊本大学医学部附属病院・研修医、2012年より理化学研究所・発生再生化学総合研究センター・リサーチアソシエイト、2016年より京都大学iPS細胞研究所特定研究員などを経て2020年より理化学研究所・上級研究員（研究リーダー）を務めている。

## 研究内容
- 海馬オルガノイドを基軸に組織構築の自己組織化の解明のための研究を行いながら、オルガノイド技術を通した疾患研究を行っている[3]。